# Великочернетчинский сельский совет (Сумский район)
Великочернетчинский сельский совет (укр. Великочернеччинська сільська рада) — входит в состав Сумского района Сумской области Украины.
Административный центр сельского совета находится в с. Великая Чернетчина.

## Населённые пункты совета
- с. Великая Чернетчина
- с. Ольшанка
- с. Липняк
- с. Хомино